# Калифорнийский морской лев
Калифорнийский морской лев, или северный морской лев, или чёрный морской лев (Zalophus californianus) — вид ушастых тюленей подсемейства морских львов, обитатель северной части Тихого океана. Их число в современном мире высоко (по оценке ученых США около 188 тыс. особей), и популяция продолжает увеличиваться приблизительно на 5,0 % ежегодно. Калифорнийские морские львы отличаются сообразительностью и способностью приспосабливаться к различным антропогенным изменениям в окружающей среде, даже взрослые самцы (секачи) с легкостью приобретают навыки для существования в ней. Благодаря этому представители этого вида — типичные актеры в представлениях цирков, зоопарков и дельфинариев. Также, обученные соответствующем образом, они использовались американскими военно-морскими силами в специальных военных операциях (как правило на этих животных устанавливали подрывные механизмы). В 1960-х годах трёх морских львов — Делия, Топо и Моки — готовили к участию в эксперименте с подводным домом «Силаб-3», их научили доставлять посылки на глубину 18 метров и нырять на глубину от 150 до 210 метров. Калифорнийские морские львы — это классические цирковые тюлени, несмотря на то, что они и не настоящие тюлени.

## Внешний вид

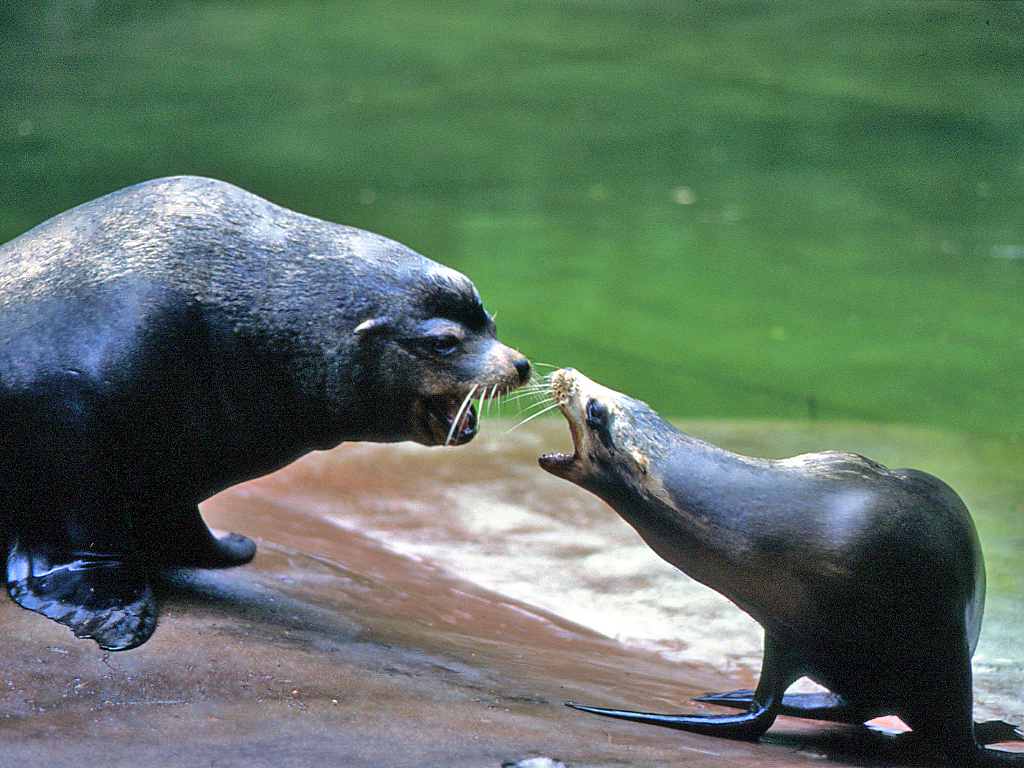
Самец калифорнийского морского льва вместе с самкой. На этой фотографии заметно, что самец (слева) крупнее по размерам и формам, чем самка (справа)

Секачи калифорнийского морского льва достигают 300 килограммов и 2,4 метра в длину, тогда как самки значительно мельче и при длине 2 метра весят 90 килограммов. Морда характерно вытянута, что делает их похожими на собак. У самцов сильно развит гребень на черепе, что проявляется в крупном размере хохла. Видимо, этот признак, определят матерость самца, так как проявляется по достижении половой зрелости. Этот признак дал родовое название (loph означает «лоб», а za- означает выраженность; Zalophus californianus означает «Калифорниец большеголовый»). Самцы также имеют гриву, которая однако менее выражена чем, например, у секачей южного морского льва или сивуча. Самки светлее по окраске шерсти, нежели самцы.

## Распространение и среда обитания
Как и следует из названия, калифорнийский морской лев обитает в основном в водах Калифорнии. Они также населяют акваторию Орегона, Вашингтона, и Британской Колумбии на север и Мексики на юг. Эндемик Галапагосских островов Zalophus wollebaeki и обитавший в Японском море истреблённый Zalophus japonicus одно время считались подвидами калифорнийского морского льва. Но сейчас признано, что эти две популяции являются самостоятельными видами.
Размножается калифорниец от островов Чаннел за Южную Калифорнию до Мексики. Крупнейшие репродуктивные лежбища находится на острове Сан Мигель (en:San Miguel Island) и острове Сан-Николас архипелага Чаннел. Холостяковые залежки встречаются далеко на север к Британской Колумбии.
Репродуктивные лежбища предпочитают устраивать на песчаных пляжах в южной области ареала. Они обычно не удаляются в море дальше, чем на 10 миль.
В тёплые дни залегают близко к кромке воды. В ночное время или холодную погоду они выходят внутрь пляжей либо взбираются на склоны побережья. В номадый период они более часто встречаются на пристанях и даже на навигационных буях. Эти искусственные элементы среды обеспечивают защиту от их естественных врагов — косатки и белой акулы.

## Размножение
Обычно самка агрессивно реагирует на чужих детёнышей. Она скалит зубы, лает и может схватить и подбросить приближающегося детёныша. Однако 6-17% самок на протяжении многих лет заботятся о приёмных детях.

## Болезни
Чаще всего у калифорнийских морских львов встречается лёгочный червь (нематода Parafilaroides decorus), как у диких животных, так и у прирученных, по крайней мере, в 1960-х годах он часто приводил их к гибели.